# Autocunnilingus

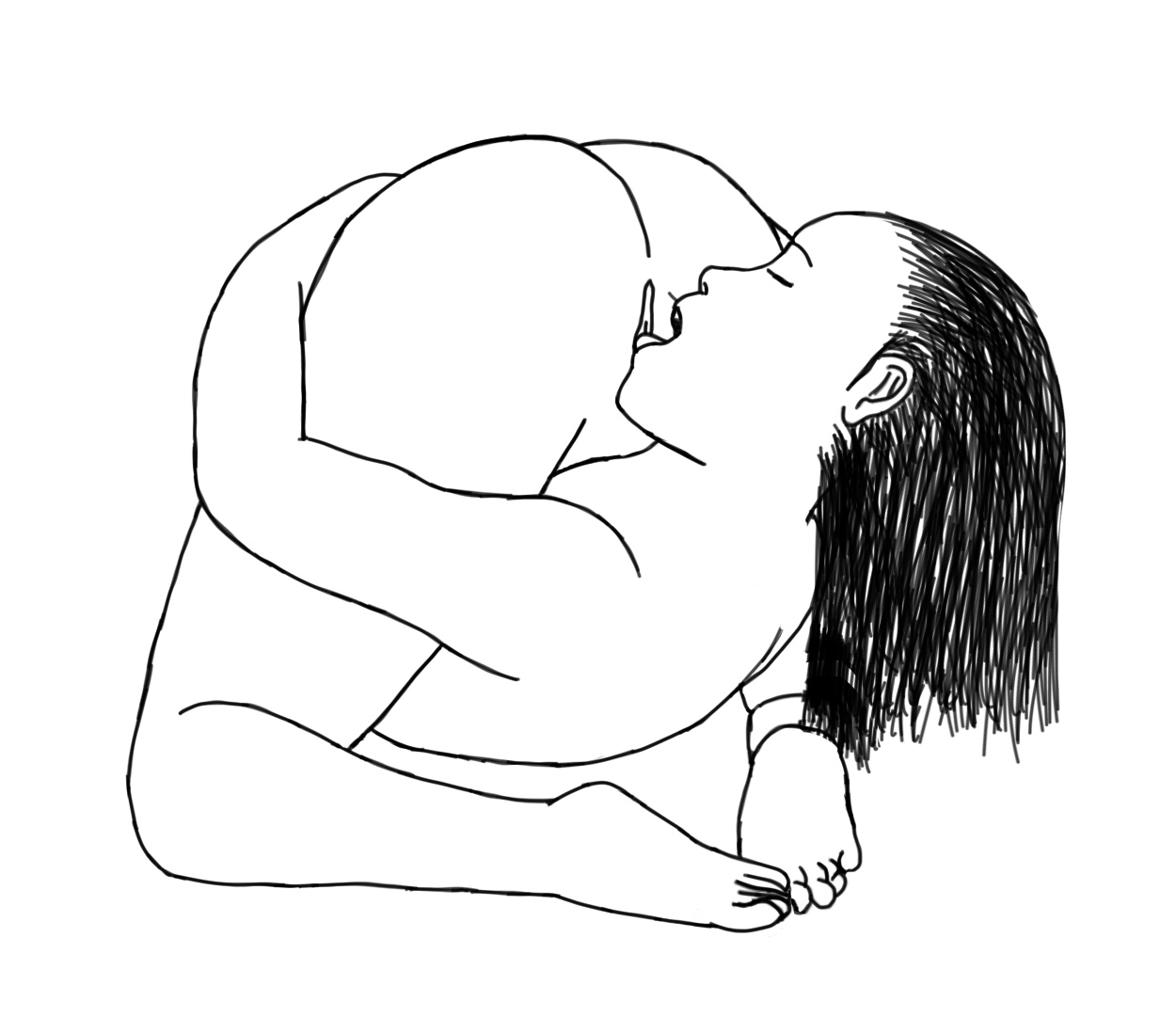
Représentation artistique d'une femme réalisant un autocunnilingus.

L’autocunnilingus est un cunnilingus réalisé par une femme sur elle-même, en suçant ou en utilisant sa langue sur ses propres organes génitaux, comme une forme de masturbation.

## Description
Un degré inhabituellement élevé de flexibilité, comme celui d'une contorsionniste, serait nécessaire pour accomplir l'acte,,. Contrairement à l'équivalent pénien, l’autofellation, qui nécessite une contorsion moins extrême et qui est connue pour être réalisable par une petite fraction de la population possédant un pénis, l’autocunnilingus n'a pas de cas documenté de façon certaine. Elle a cependant été mentionnée comme un fantasme autodestructeur, et des occurrences ont été observées chez des primates non humains.

## Dans la fiction
Dans Besorgung, l'un de ses Épigrammes, Goethe imagine Bettina devenant suffisamment souple pour exécuter l’autocunnilingus et se passer des hommes,. Camille Paglia compare l'image résultante aux « gravures de figures contorsionnées de façon solipsiste » de William Blake.